# Гаплогруппа G2 (Y-ДНК)
Гаплогруппа  G-FGC7535— гаплогруппа Y-ДНК, входит в гаплогруппу G (Y-ДНК) (M201). Обладает низкой частотой практически во всех популяциях, за исключением района Кавказских гор.

## Палеогенетика
G2a2b2b обнаружен у анатолийского фермера ZKO из местечка Бонджуклу (Boncuklu), жившего 8300—7800 лет до нашей эры.
G2a2b определили у образца 33 (7870—7595 лет до н. э.) из Ашиклы-Хююка (Анатолия).
G2b (FGC7335) определили у обитателя иранской пещеры Везмех (en:Wezmeh), жившего 7455—7082 лет до нашей эры.
G2a2a1 определили у образца 1885 F.84 (6825—6635 лет до н. э.) из Чатал-Хююка (Турция).
G2a2 определили у экземпляров из турецких местонахождений Barçın и Fikirtepe (ок. 6500—6200 лет до н. э., неолит).
G2a2 определили у представителей старчево-кришской культуры (ок. 5600 лет до н. э.).
G2a2a1a3~-FGC34725 обнаружили у образца MUR (7250—7025 л. н.) из Кордобы (Испания).
G2a определили в образцах из неолитического захоронения возрастом 5000 лет до н. э. на территории Каталонии (3 из 4 случаев).
G2a2a1-PF3148 определили у неолитического образца I4893 (4446—4347 лет до н. э.) из пражского района Кобылисы (Чехия).
G2a выявили в захоронениях возрастом 3 тыс. лет до н. э. на территории Франции (в 20 из 22 случаев).
G2a определена у представителей трипольской культуры из пещеры Вертеба (Тернопольская область).
G2b-FGC2964 выявлен у представителей куро-араксской культуры.
G2a2b (по другим данным определена гаплогруппа I2a2-L181) выявлен у образца COV20126 из пещеры Ангела (es:Cueva del Ángel) в испанском муниципалитете Лусена (Кордова, Андалусия) возрастом 3637 ± 60 лет до настоящего времени.
G2-P287>G2-L156/Y238 определили у минойского образца Pta08 эпохи ранней бронзы (Петрас, Early Minoan, 2849—2621 лет до н. э.).
G2a2b2 определили у представителя минойской цивилизации в 2017 году.
G2a выявили в захоронении гальштатской культуры (700 лет до н. э.).
Гаплогруппа G2 была определена у представителей салтово-маяцкой археологической культуры. Рядом исследователей население салтово-маяцкой археологической культуры сопоставляется с аланами, булгарами и хазарами. Гаплогруппа G2a (P15+) была обнаружена в аланском захоронении V—VI веков.
G2a выявили в  2 случаях в захоронении VII века на территории Германии, в 1 случае захоронения IX—X веков на территории Чехии.
У юноши с ритуальной трепанацией черепа (870—950 годы) с Тетинского городища определили Y-хромосомную гаплогруппу G2-M201.

## Распространение в неолите (G2a)
Около 11,5 тыс. л. н. в районе «Плодородного полумесяца» начинается неолитическая революция, и носители ветви G2a, составлявшие тогда, по видимому, значительную часть жителей центральной части «полумесяца» (район современной Сирии) приняли непосредственное участие в «экспорте» этой революции в Анатолию и далее на запад в Европу, в Месопотамию и далее на восток в Иран и Индию, в Аравию и далее на юг в восточную и северную Африку. 
Во всех ранних неолитических культурах, для которых на настоящий момент был сделан генетический анализ останков (культура линейно-ленточной керамики в Германии, культура ремеделло в Италии, культура импрессо в юго-западной Франции и Испании), были обнаружены носители субклады G2a. Ближневосточные пастухи и земледельцы, по всей видимости, проникли в Европу из Анатолии между 9 и 6 тыс. л. н. С ними связывают появление в Европе домашних овец и коз, которые были одомашнены к югу от Кавказа около 12 тыс. л. н. Возможное объяснение того, почему группа G2 более обычна в гористых районах, будь это в Европе или в Азии, заключается в том, что привычная технология выпаса этих животных привязывала эти народы к гористым ландшафтам. Однако более распространённый взгляд (не противоречащий первому) состоит в том, что просто более древние народы часто оказывались вытеснены в труднодоступные районы новыми во́лнами мигрантов (в частности, в Европе — индоевропейским вторжением).

### G2a1
Около 10 тыс. лет назад к востоку от Двуречья, на территории Западного Ирана, в горах Загрос на свет появился основатель рода, известного как G2a (P15). Прямым потомком G2a-P15 является гаплогруппа G2a1-FGC7535 (ранее G-L293). Спустя 3 тыс. лет внутри этого рода зародились две крупные ветви — G2a1a1 (P16) и G2a1c (L30) — которые стали расселяться из Западного Ирана на Кавказ, в Анатолию, на Ближний и Средний Восток. Гаплогруппа G2a1a1 широко представлена среди сванов, мегрелов, грузин, карачаевцев, балкарцев, осетин и восточных курдов. Гаплогруппа G2a1 G-M201 также была обнаружена у 16 чеченцев из рода Вашандарой.

### G2a2
Имеется у королей Марокко (субклад G2a2a1a3-L91) и шерифов Мекки и Хиджаза (субклад G2a2b1-M406).

### G2a3a (G2a2b-L30)
Широко представлена среди адыго-абхазов.

### G2a3b1
Имеется в генофонде крымских татар.

## Древо ветвей G2
- • G2 P287/PF3140,
- • • G2* -
- • • G2a P15/PF3112,
- • • • G2a* -
- • • • G2a1 L293,
- • • • • G2a1* -
- • • • • G2a1a P16_1, P16_2,
- • • • • • G2a1a* -
- • • • • • G2a1a1 Z6638,
- • • • • • • G2a1a1* -
- • • • • • • G2a1a1a Z7940,
- • • • • • • • G2a1a1a* -
- • • • • • • • G2a1a1a1 Z7941
- • • • • • • • G2a1a1a2 FGC719
- • • • • • • • • G2a1a1a2* -
- • • • • • • • • G2a1a1a2a Z7947
- • • • • • • G2a1a1b FGC1048
- • • • • • G2a1a2 Z6673
- • • • G2a2 CTS4367
- • • • • G2a2* -
- • • • • G2a2a PF3146
- • • • • • G2a2a* -
- • • • • • G2a2a1 PF3177
- • • • • • • G2a2a1* -
- • • • • • • G2a2a1a M286
- • • • • • • G2a2a1b L91
- • • • • • • • G2a2a1b* -
- • • • • • • • G2a2a1b1 PF3239
- • • • • • • • • G2a2a1b1* -
- • • • • • • • • G2a2a1b1a L166
- • • • • • • • • • G2a2a1b1a* -
- • • • • • • • • • G2a2a1b1a1 FGC5672
- • • • • G2a2b L30
- • • • • • G2a2b* -
- • • • • • G2a2b1 M406
- • • • • • • G2a2b1* -
- • • • • • • G2a2b1a L14
- • • • • • • G2a2b1b L645
- • • • • • G2a2b2 L141.1
- • • • • • • G2a2b2* -
- • • • • • • G2a2b2a P303
- • • • • • • • G2a2b2a* -
- • • • • • • • G2a2b2a1 L140
- • • • • • • • • G2a2b2a1* -
- • • • • • • • • G2a2b2a1a U1
- • • • • • • • • • G2a2b2a1a* -
- • • • • • • • • • G2a2b2a1a1 L13
- • • • • • • • • • • G2a2b2a1a1* -
- • • • • • • • • • • G2a2b2a1a1a CTS9909
- • • • • • • • • • • • G2a2b2a2a1a* -
- • • • • • • • • • • • G2a2b2a1a1a1 Z2003
- • • • • • • • • • • • • G2a2b2a1a1a1* -
- • • • • • • • • • • • • G2a2b2a1a1a1a L1263
- • • • • • • • • • G2a2b2a1a2 L1266
- • • • • • • • • • • G2a2b2a1a2* -
- • • • • • • • • • • G2a2b2a1a2a L1264
- • • • • • • • • G2a2b2a1b L497/S317
- • • • • • • • • • G2a2b2a1b* -
- • • • • • • • • • G2a2b2a1b1 CTS9737
- • • • • • • • • • • G2a2b2a1b1* -
- • • • • • • • • • • G2a2b2a1b1a Z725
- • • • • • • • • • • • G2a2b2a1b1a* -
- • • • • • • • • • • • G2a2b2a1b1a1 L43/S147
- • • • • • • • • • • • • G2a2b2a1b1a1* -
- • • • • • • • • • • • • G2a2b2a1b1a1a L42/S146
- • • • • • • • • • • • G2a2b2a1b1a2 CTS6796/Z726
- • • • • • • • • • • • • G2a2b2a1b1a2* -
- • • • • • • • • • • • • G2a2b2a1b1a2a CTS4803
- • • • • • • • • • • • • • G2a2b2a1b1a2a* -
- • • • • • • • • • • • • • G2a2b2a1b1a2a1 S2808
- • • • • • • • • • • • • • • G2a2b2a1b1a2a1* -
- • • • • • • • • • • • • • • G2a2b2a1b1a2a1a S23438
- • • • • • • • • G2a2b2a1c CTS342
- • • • • • • • • • G2a2b2a1c* -
- • • • • • • • • • G2a2b2a1c1 Z724
- • • • • • • • • • • G2a2b2a1c1* -
- • • • • • • • • • • G2a2b2a1c1a CTS5990/Z1903
- • • • • • • • • • • • G2a2b2a1c1a* -
- • • • • • • • • • • • G2a2b2a1c1a1 L640
- • • • • • • • • • • • • G2a2b2a1c1a1* -
- • • • • • • • • • • • • G2a2b2a1c1a1a FGC348
- • • • • • • • • • • • G2a2b2a1c1a2 Z3428
- • • • • • • • • • G2a2b2a1c2 FGC12126
- • • • • • • • • • • G2a2b2a1c2* -
- • • • • • • • • • • G2a2b2a1c2a L660
- • • • • • • • G2a2b2a2 L694
- • • • • • • • G2a2b2a3 M278
- • • • • • • G2a2b2b PF3359
- • • • • • • • G2a2b2b* -
- • • • • • • • G2a2b2b1 F1193/PF3362
- • • • • • • • • G2a2b2b1* -
- • • • • • • • • G2a2b2b1a F872/PF3355
- • • • • • • • • G2a2b2b1a* -
- • • • • • • • • • G2a2b2b1a1 PF3378
- • • G2b M3115
- • • • G2b* -
- • • • G2b1 M377
- • • • • G2b1* -
- • • • • G2b1a M283

## География распространения
Большинство европейцев с G принадлежит к ветви G2a, в частности большинство жителей западной Европы — к G2a3b (или, в меньшей степени, к G2a3a). Гаплогруппа G2b была найдена на частоте 60 % из выборки 5 пуштунов в Вардак регионе Афганистана. Это, вероятно, из-за локального эффекта основателя. Большинство европейцев с G2b являются евреями-ашкеназами. G2a составляет от 5 до 10 % населения средиземноморских европейских стран, но очень редка в северной Европе.
На Кавказе к востоку от Осетии — среди чеченцев, ингушей и народов Дагестана — гаплогруппа G2 встречается значительно реже, с частотой 0—5 %. Исключение составляют азербайджанцы (18 %), лезгины (18 %), кумыки (13 %), аварцы (12 %), армяне (12 %).

### Европа
Единственные районы в Европе, где группа G2 превышает 10 % населения, — это Кантабрия, Тироль, юг и центр Италии (центральные и южные Апеннинские горы), Сардиния, центральная Греция (Фессалия) и Крит — всё это гористые и относительно изолированные области.

#### Кавказ
В настоящее время гаплогруппа G2 с наибольшей частотой встречается среди сванов — 92 %,  мегрелов — 59 % ( по некоторым данным доходит до 75 % ) , абхазов — 48 %, адыгов — 46 % , карачаевцев - 40%, в Дигорском и Алагирском районах Северной Осетии — до 75 %. В Карачаево-Черкесии, Кабардино-Балкарии — около 40 %. У грузин — около 48 %.
Гаплогруппа G2 обнаружена у 19 % терских казаков. У крымских татар, при большом разнообразии гаплогрупп, G2 имеет далеко не последнее значение – до 18%, что связано близостью регионов (Крым, Кавказ) и общей исторической судьбой.  G2a выявлена у 4,62% волго-уральских татар.  У украинцев частота составляет 4 %. Также с небольшой частотой встречается среди чехов (5 %) и хорватов (1 %).
Гаплогруппа G2 также была обнаружена у чеченцев из обществ: 1алларой, 1арбой, Аьккхи, Аьрг1аной, Бацой (Цова-Тушин), Билтой, Ваштарой, Гендаргной, Мелордой, Ч1инхой, Чергизий, Эг1ашбатой, Энганой.

## Известные представители гаплогруппы G2
- Ричард III (G-P287) (G2a2b2b1 ?)[источник не указан 586 дней]
- Этци (G2a-L91-PF3146) ((G2a2a2, formerly known as G2a4))[источник не указан 586 дней]